# Hrvatska reprezentacija u nogometu na pijesku
Hrvatska reprezentacija u nogometu na pijesku je nacionalni sastav Hrvatske u nogometu na pijesku koji još ne kontrolira Hrvatski nogometni savez, odnosno najveće nogometno tijelo u Hrvatskoj. U Hrvatskoj je ovaj sport tek u nastajanju, nema nacionalne lige, ali nema niti prave reprezentacije, tj. ovo je tek selekcija. Hrvatska još nije nastupala niti na jednom velikom natjecanju niti u kvalifikacijama za ijedno veliko natjecanje. To bi su u narednih 2-3 godine trebalo promijeniti, ali prvo reprezentacija mora ući u krovni nogometni savez  HNS. Svoj prvi nastup imala je na turniru u Umagu gdje je pobijedila selekciju europe s čak 9:1. Reprezentaciju uglavnom čine igrači iz malonogometnog kluba Nacional Zagreb i malonogometnog kluba Fusio. Za izbornika je postavljen malonogometni majstor Robert Grdović.

## Trenutni sastav
| Broj | Ime i Prezime    |
| ---- | ---------------- |
| 1.   | Matej Batulić    |
| 2.   | Korab Morina     |
| 3.   | Mislav Banek     |
| 4.   | Antonio Boršić   |
| 5.   | Ivan Majić       |
| 6.   | Ivan Piplica     |
| 7.   | Domagoj Jurković |
| 8.   | Dino Kovač       |
| 9.   | Emanuel Melon    |
| 10.  | Luka Božić       |

## IBS Svjetsko prvenstvo
Italia Beach Soccer
| Izdanje    | Runda            | Plasman          | O                | P                | I                |
| ---------- | ---------------- | ---------------- | ---------------- | ---------------- | ---------------- |
| ?. – 2020. | Nisu sudjelovali | Nisu sudjelovali | Nisu sudjelovali | Nisu sudjelovali | Nisu sudjelovali |
| 2021.      |                  |                  |                  |                  |                  |
| 2022.      |                  |                  |                  |                  |                  |
| 2023.      | Finale           |                  |                  |                  |                  |
| 2024.      |                  |                  |                  |                  |                  |
| 2025.      |                  |                  |                  |                  |                  |